# Geschichte des Abfalls der vereinigten Niederlande von der spanischen Regierung
Mit Geschichte des Abfalls der vereinigten Niederlande von der spanischen Regierung veröffentlichte Friedrich Schiller 1788 den ersten Band seiner Abhandlung über den Spanisch-Niederländischen Krieg.
Dieser Band endet 1567 mit der Ankunft des neuen Statthalters Herzog von Alba in den Niederlanden und der Abreise der Herzogin von Parma. Der Spanisch-Niederländische Krieg begann im folgenden Jahr. Weitere Bände schrieb Schiller nicht. Die zweite, überarbeitete Ausgabe von 1801 vermehrte er um die zwei Beilagen Prozeß und Hinrichtung der Grafen von Egmont und von Hoorne und Belagerung von Antwerpen durch den Prinzen von Parma in den Jahren 1584 und 1585.
Schiller wandte sich mit diesem Werk historischen und philosophischen Untersuchungen zu. Nach dem Don Carlos 1787 veröffentlichte er erst 1799 mit der Wallenstein-Trilogie wieder ein Drama.

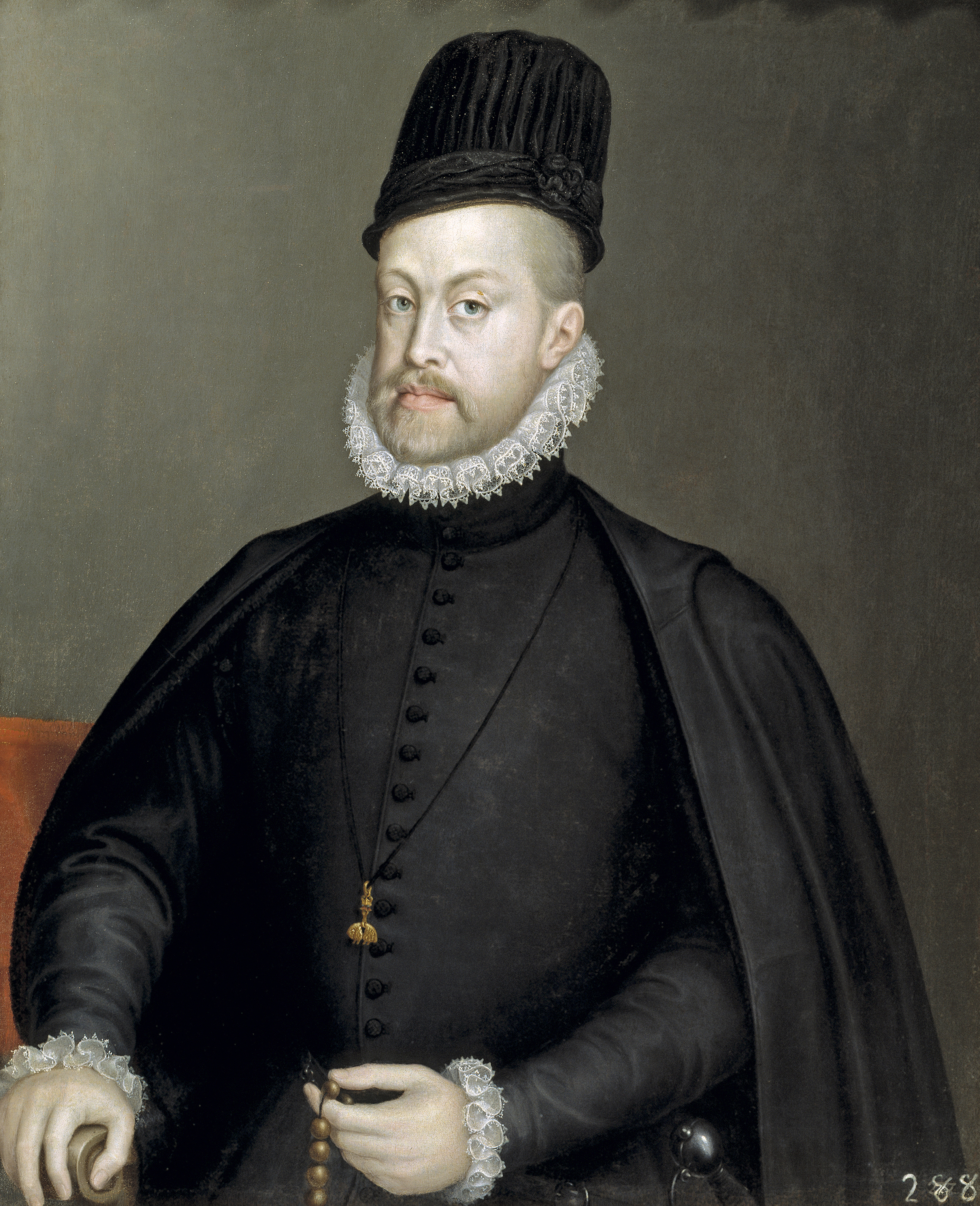
König Philipp II. von Spanien, Porträt von Sofonisba Anguissola, um 1570

## Entstehungs- und Editionsgeschichte
Während seiner Studien zum Don Carlos las Schiller im Herbst 1785 Robert Watsons History of Philip II of Spain. Das Werk begeisterte ihn. Bei genauerer Prüfung schrieb Schiller dies nicht dem Buch, sondern seiner eigenen Vorstellungskraft zu, welche dem Stoff eine reizende Gestalt gab. Er suchte, „Diese Wirkung […] bleibend zu machen, zu vervielfältigen, zu verstärken; diese erhebenden Empfindungen wünschte ich weiter zu verbreiten und auch andern Antheil daran nehmen zu lassen. Dis gab den ersten Anlaß zu dieser Geschichte, und dis ist auch mein ganzer Beruf, sie zu schreiben.“ Schiller beabsichtigte einen Aufsatz über die Rebellion der Vereinigten Niederländer  in einem Sammelwerk Geschichte merkwürdiger Verschwörungen und Rebellionen aus mittleren und neueren Zeiten mit Beiträgen verschiedener Verfasser. Wieland las er im Oktober 1787 aus der Niederländischen Rebellion vor; der lobte das Stück sehr und meinte, Schiller sei zum Geschichtsschreiber geboren und würde in diesem Fach den höchsten Rang erreichen. Nach Schiller kam diese Wirkung daher, „[…] weil dieser Aufsatz das eigentümliche hat, daß er schönen edeln Stil, Eselsfleiß, klare Auseinandersetzung und philosophische Darstellung verbindet, ohne daß etwas hervorragendes daraus zu erkennen wäre.“ Das immer weiter ausgedehnte Studium des Spanisch-Niederländischen Krieges, die Aufmunterung durch Wieland und einige seiner Freunde in Weimar und Schillers Absicht, sich künftig auf die Geschichte zu konzentrieren, führten zu dem Entschluss, die Niederländischen Rebellion als eigenständige Abhandlung herauszugeben. Er plante ein umfassendes Werk in ungefähr sechs Bänden. Wieland druckte im Januar- und Februarheft 1788 des Teutschen Merkur die Einleitung mit der Anmerkung, dass das demnächst erscheinende größere Werk den ganzen Niederländischen Krieg unter Philipp II. behandeln und vielleicht bis in die neuesten Zeiten fortgesetzt würde. Schiller wollte sich mit dem Auszug im Teutschen Merkur dem Publikum als Historiker vorstellen, „[…] eine kleine Probe von dem Handwerksmäßigen und schulmäßigen der Geschichte, das Vorurtheil gegen mein Werk wiederlegen muß, daß es poetisch wäre.“ Der erste Teil, erster Band, die Vorrede und drei Bücher enthaltend, wurde im Spätherbst 1788 veröffentlicht.
1792 deutete Schiller eine Fortsetzung der niederländischen Geschichte an. Daran gearbeitet hat er nicht.
Eine umgearbeitete zweite Ausgabe in zwei Bänden und vier Büchern folgte 1801. Schiller teilte das dritte Buch der ersten Ausgabe in zwei Bücher, korrigierte, kürzte und fügte Kapitelüberschriften ein sowie zwei Beilagen an. Da er seine Änderungen statt in einem gedruckten Exemplar in einer Abschrift vornahm, verursachte der Abschreiber mehrere Auslassungen und Änderungen. Neben der Vorrede strich Schiller den umfangreichen Abschnitt über das Konzil zu Trient.
Im Jahr vor der Französischen Revolution schrieb Schiller 1788 in der Einleitung zur ersten Ausgabe: „Die Kraft also, womit es handelte, ist unter uns nicht verschwunden; der glückliche Erfolg, der sein Wagestück krönte, ist auch uns nicht versagt, wenn die Zeitläufte wiederkehren, und ähnliche Anlässe uns zu ähnlichen Thaten rufen.“ In der zweiten Ausgabe entfernte er 1801 wohl aus Enttäuschung über den Verlauf der Französischen Revolution und die sie ablösende Alleinherrschaft von Napoleon Bonaparte diesen Satz.
Die erste Fassung der Beilage Prozeß und Hinrichtung der Grafen von Egmont und von Hoorne. veröffentlichte Schiller im achten Heft der Thalia 1789 unter Des Grafen Lamoral von Egmont Leben und Tod. Die Darstellung von Egmonts Leben bis zu seiner Verhaftung, bei welcher er die Geschichte des Abfalls […] nutzte, strich er für die Beilage. Schiller beabsichtigte mit seinem Aufsatz in der Thalia wohl damals, dem Egmont aus Goethes 1788 erschienenem Trauerspiel den geschichtlichen entgegenzustellen, nicht seiner Geschichte des Abfalls […] etwas beizufügen.
Im vierten und fünften Stück der Horen von 1795 veröffentlichte Schiller anonym die Merkwürdige Belagerung von Antwerpen in den Jahren 1584 und 1585., welche er unter dem Titel Belagerung von Antwerpen durch den Prinzen von Parma in den Jahren 1584 und 1585. als zweite Beilage der Ausgabe von 1801 anfügte. Zu dieser Zeit beschäftigte sich Schiller verstärkt mit Philosophie und eine historische Arbeit erfreute ihn wenig.

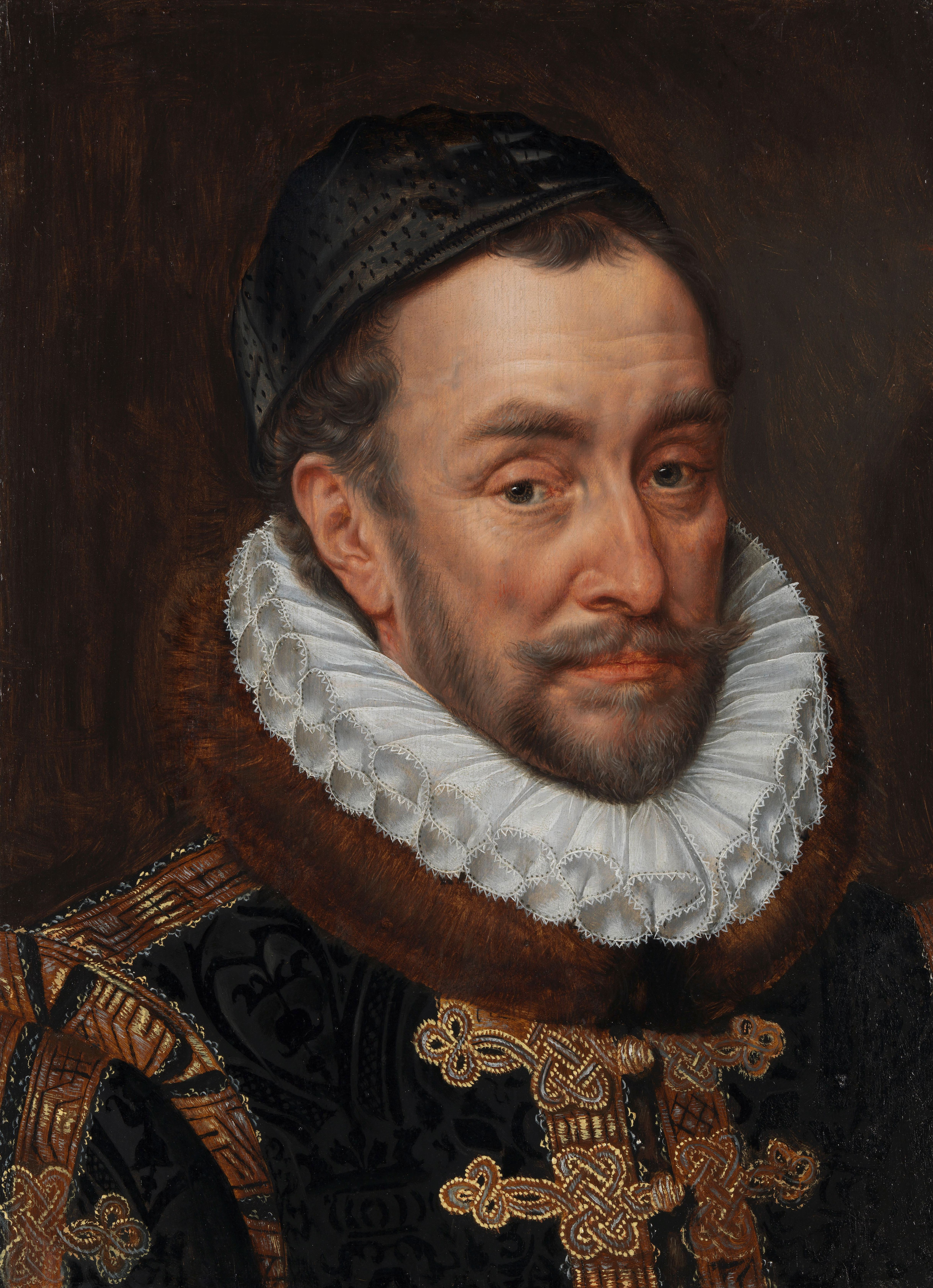
Wilhelm I. von Oranien-Nassau, Adriaen Thomasz Key, (um 1575)

## Gliederung des Inhalts der zweiten Ausgabe
Einleitung
Erstes Buch.
- Frühere Geschichte der Niederlande bis zum sechzehnten Jahrhundert.
- Die Niederlande unter Karl V.
- Philipp der Zweite, Beherrscher der Niederlande.
- Das Inquisitionsgericht.
- Andere Eingriffe in die Konstitution der Niederlande.
- Wilhelm von Oranien und Graf von Egmont.
- Margaretha von Parma, Oberstatthalterin der Niederlande.

Zweites Buch.
- Cardinal Granvella.
- Der Staatsrath.
- Graf Egmont in Spanien.
- Geschärfte Religionsedikte. Allgemeine Widersetzung der Nation.

Drittes Buch.
- Verschwörung des Adels.
- Die Geusen.
- Öffentliche Predigten.

Viertes Buch.
- Der Bildersturm.
- Bürgerlicher Krieg.
- Abdankung Wilhelms von Oranien.
- Verfall und Zerstreuung des Geusenbundes.
- Albas Rüstung und Zug nach den Niederlanden.
- Albas erste Anordnungen und Abzug der Herzogin von Parma.

Beilagen
- I. Prozeß und Hinrichtung der Grafen von Egmont und von Hoorne.
- II. Belagerung von Antwerpen durch den Prinzen von Parma in den Jahren 1584 und 1585.

Lamoral von Egmond

## Themen
Ein Schiller in seinen Werken oft bewegendes Thema ist das der Freiheit, in diesem Fall die Freiheit eines Volkes. In der Einleitung stellt er die spanische Herrschaft in den Niederlanden neben die römische in demselben Gebiet fünfzehnhundert Jahre vorher. Gemäß den Gesetzen der Natur führen dieselben Umstände zu denselben Ergebnissen. Mitreißend lässt Schiller Civilis die Bataver zum Aufstand aufrufen. Er vergleicht den Krieg der Bataver und den der Niederländer, wobei er hervorhebt, dass Bataver und Römer menschlich kämpfen, weil sie keinen Religionskrieg führen.
Schiller vertritt die Geschichtsphilosophie aus der Zeit der Aufklärung, welche in geschichtlichen Ereignissen eine Gesetzmäßigkeit sucht, wobei er die Bedeutung des Zufalls nicht verkennt. Er berichtet, wie Geographie, Klima und die von Menschen geformten gesetzlichen Freiheiten, Sicherheit von Leben und Eigentum, Religion, Kultur, Wirtschaft und Recht die Entwicklung der Niederlande bestimmen. Klima und Kultur erklären für Schiller den Erfolg des Protestantismus in den Niederlanden, den des Katholizismus in Italien. Mit dem Naturrecht rechtfertigt er den Aufstand der Rebellen gegen die Despotie. Er reflektiert auch allgemein diese Themen.
Meisterhaft gelingt Schiller die Charakterisierung von entscheidenden Personen, z. B. Philipp II., Herzog von Alba, Kardinal Granvella, Margarethe von Parma, Wilhelm I. von Oranien, Lamoral von Egmond, sowie Massenschilderungen, z. B. im vierten Buch Der Bildersturm.
Schiller bemüht sich als Historiker um Objektivität und will einseitige Werturteile vermeiden. Vertreter von Ideen untersucht er kritisch, ob diese unter dem Deckmantel der Idee nicht ganz andere Zwecke verfolgen. Im ersten Buch schreibt er über die Reformation:

„Die gute Sache hatte den schlimmen Weg der Rebellion wählen müssen, und jetzt erfolgte, was immer erfolgen wird, so lange Menschen Menschen sein werden. Auch die schlimme Sache, die mit jener nichts als das gesetzwidrige Mittel gemein hatte, durch diese Verwandtschaft dreister gemacht, erschien in ihrer Gesellschaft und wurde mit ihr verwechselt. Luther hatte gegen die Anbetung der Heiligen geeifert – jeder freche Bube, der in ihre Kirchen und Klöster brach und ihre Altäre beraubte, hieß jetzt Lutheraner. Die Faction, die Raubsucht, der Schwindelgeist, die Unzucht kleideten sich in seine Farbe, die ungeheuersten Verbrecher bekannten sich vor den Richtern zu seiner Sekte.“

Reden benutzt Schiller, sofern er solche in den Quellen vorfindet. Er erfand Reden nur in Einzelfällen, wie in der Einleitung die Ansprache des Civilis an die Bataver, für welche er die Historien des Tacitus als Grundlage benutzte.

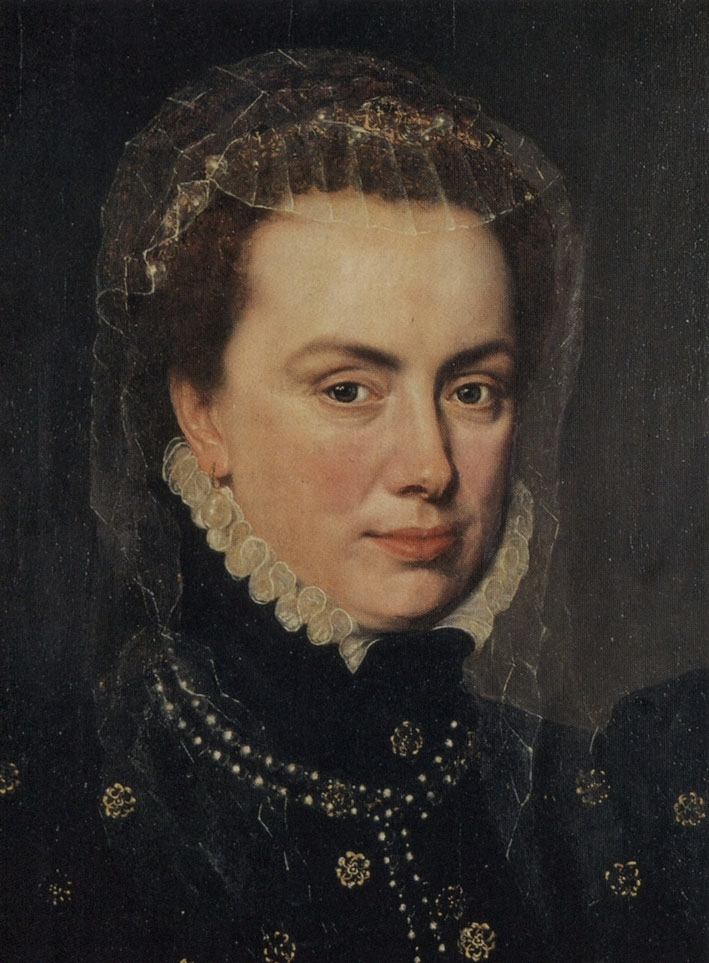
Ausschnitt aus einem Porträt Margarethes von Parma von Antonio Moro

## Schillers Verhältnis zur Geschichtsschreibung
Für sein Trauerspiel Die Verschwörung des Fiesco zu Genua beanspruchte Schiller 1783 für den Dichter Freiheit im Umgang mit den historischen Begebenheiten. Dies änderte sich bei den Arbeiten an Don Carlos. Hier beeinflusste im Herbst 1785 die Geschichte die Darstellung einzelner Personen. Schiller beschäftigte sich mit Geschichtsschreibung. Er folgerte 1786 in Der Verbrecher aus verlorener Ehre – eine wahre Geschichte, dass der Historiker nicht wie der Dichter den Leser in einen Zustand wie den der handelnden Person versetzen dürfe, sondern er müsse ihm die Gedanken des Handelnden, die Quellen dieser Gedanken in der unveränderlichen Struktur der menschlichen Seele und in den veränderlichen Bedingungen der Umwelt mitteilen, damit der Leser sich nüchtern die daraus folgenden Taten erklären kann. Auf diese Weise erreicht der Historiker das Ziel der Belehrung und Bildung des Lesers, wie der Dichter durch das Mitfühlen. Er kritisiert, „[…] daß von den besten Geschichtschreibern neuerer Zeit und des Alterthums manche sich an die erste Methode gehalten, und das Herz ihres Lesers durch hinreißenden Vortrag bestochen haben. Aber diese Manier ist eine Usurpation des Schriftstellers und beleidigt die republikanische Freiheit des lesenden Publikums, dem es zukömmt, selbst zu Gericht zu sizen; sie ist zugleich eine Verlezung der Gränzengerechtigkeit, denn diese Methode gehört ausschließend und eigenthümlich dem Redner und Dichter.“
In der Vorrede zur ersten Ausgabe der Geschichte des Abfalls […] gibt Schiller als sein Ziel, eine objektive Geschichte zu schreiben, welche den Leser nicht langweilt. Dazu soll die Geschichte die Kunst nutzen, „[…] ohne deswegen nothwendig zum Roman zu werden.“ Vorher spricht er „[…] von der Gewalt […], welche jeder geistvolle Schriftsteller mehr oder weniger über seine Leser ausübt, […]“ Er bezeichnet damit das Dilemma der literarischen Historie. Gerade Schiller mit seinem schönen, bewegenden Stil und seiner außerordentlichen Begabung vermag den Leser mitzureißen, ihn von seinen eigenen Ansichten und Urteilen zu überzeugen. Ein literarisches Meisterwerk aus dem Gebiet der Geschichte ergreift den Leser und erschwert ihm, unabhängig zu bleiben.
Schillers Freund Christian Gottfried Körner riet ihm davon ab, sich eingehend mit Geschichte zu beschäftigen. Seine Sprache, künstlerische Begabung und Kreativität stellten ihn als Dichter in die erste Reihe. Als Historiker seien ihm viele durch ein langjähriges Studium voraus. Er glaubte nicht, dass Schiller als Historiker genauso schnell und mit eben solcher Freude an der Tätigkeit ein vergleichbar hohes Niveau wie als Dichter erreichen könne.
Die Geschichte des Abfalls […] förderte Schillers Berufung als Professor nach Jena, wo er Geschichte lehrte. Schiller nahm seine historischen Studien sehr ernst. Um Quellen, Bearbeitungen und Werke anderer Historiker zu bewältigen, dehnte er seine tägliche Arbeitszeit schließlich auf sechzehn Stunden aus. Schiller erklärte, dass es nur an ihm liege, der bedeutendste Historiker Deutschlands zu werden. Jedoch sah er seine Berufung in der Dichtkunst. Im Frühjahr 1793 verdrängte bei Schiller das Interesse an der Philosophie dasjenige an der Geschichte. Die Neigung zur Geschichte verließ ihn nie ganz. Gegenüber Wilhelm von Humboldt äußerte er bei ihrer letzten Begegnung im Herbst 1802 begeistert die Absicht, falls er im Alter die Fähigkeit zum Dichten verliere, eine Geschichte Roms zu schreiben.

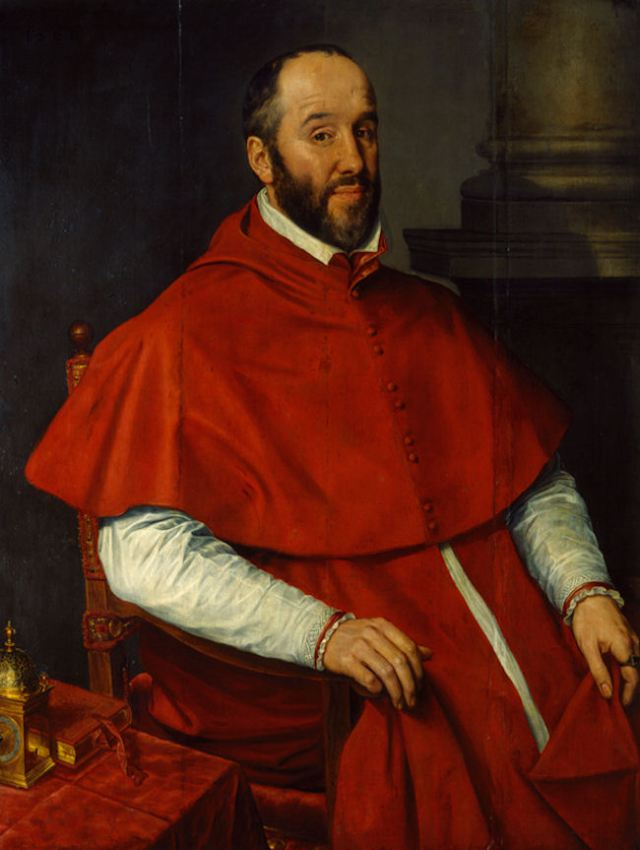
Granvelle als Kardinal, Ölgemälde von Willem Key (16. Jh.)

## Rezeptionsgeschichte
Beim Erscheinen traf die Geschichte des Abfalls […] auf allgemeinen Beifall. Mit dem Auftreten des die philosophische Geschichte ablehnenden Historismus änderte sich dies. Niebuhr und Ranke tadelten Schillers geschichtliche Werke als Schriften eines Laien. In Schiller sah Wilhelm von Humboldt einen ernsthaften Geschichtsschreiber und Geschichtsforscher, dessen Talent ihn dazu prädestiniere. Johann Gustav Droysen meinte, man könne „zweifelhaft sein, ob nicht Schiller unser größter Historiker geworden wäre, wenn er nicht vorgezogen hätte, […] unser größter Dichter zu sein.“ In der Wissenschaft findet bis zur Gegenwart eine Diskussion über Schiller als Historiker statt, die zu einer umfangreichen Literatur führt.

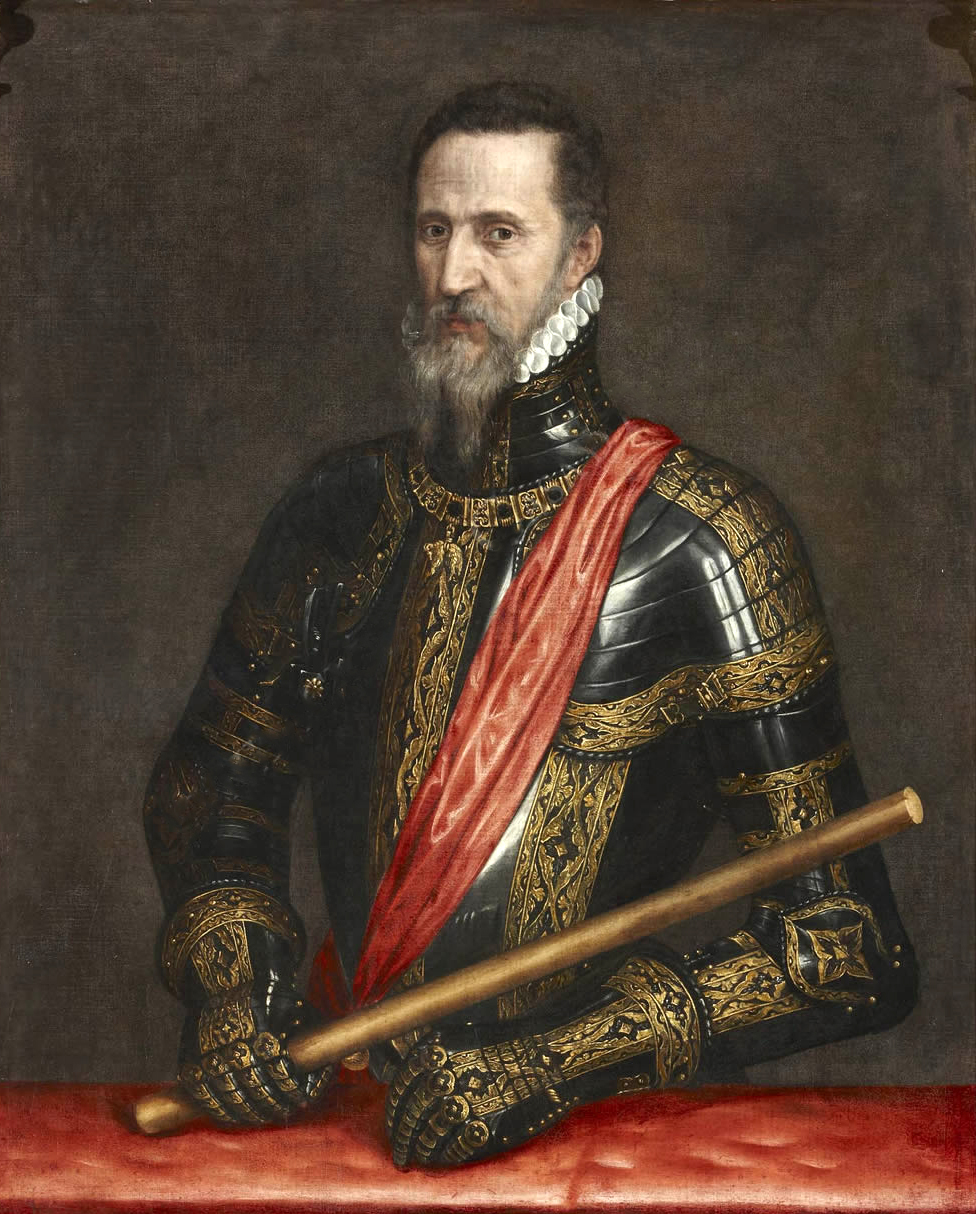
Der Herzog von Alba auf einem Gemälde von Willem Key

### Textausgaben
- Friedrich Schiller: Geschichte des Abfalls der vereinigten Niederlande von der Spanischen Regierung, Erster Theil. 1. Ausgabe. Crusius, Leipzig 1788, Google-Books
- Friedrich Schiller: Geschichte des Abfalls der vereinigten Niederlande von der Spanischen Regierung, Ersten Theils erster Band. 2. Ausgabe. Crusius, Leipzig 1801 Google-Books
- Friedrich Schiller: Geschichte des Abfalls der vereinigten Niederlande von der spanischen Regierung. gutenberg.spiegel.de
- Friedrich Schiller: Geschichte des Abfalls der vereinigten Niederlande von der Spanischen Regierung, Vierter Theil. Leipzig 1810, bei Friedrich Christian Wilhelm Vogel Google-Books

### Sekundärliteratur
- Georg Bollenbeck, Lothar Ehrlich (Hrsg.): Friedrich Schiller: der unterschätzte Theoretiker. Klassik-Stiftung Weimar. Böhlau, Köln / Weimar / Wien 2007, ISBN 978-3-412-11906-5.
- Johannes Pieter van Cappelle: Hooft en Schiller als geschiedschrijvers. In: Bijdragen tot de geschiedenis der Nederlanden. Vincent Loosjes, Haarlem 1827, S. 337–363.
- Otto Dann, Norbert Oellers, Ernst Osterkamp (Hrsg.): Schiller als Historiker. Metzler, Stuttgart/Weimar 1995. ISBN 978-3-476-01333-0 (Inhaltsverzeichnis).
- Richard Dietrich: Friedrich Schiller als Historiker und Geschichtsdenker. In: Die Welt als Geschichte, 19, 1959, S. 226–243.
- Hugo Dittberner: Schillers historischer Beruf. Eine Erzählung. In: Friederich Schiller Sonderband. Text+Kritik Jahrbuch. Edition Text+Kritik, München 2005, S. 96–107.
- Hugh Dunthorne: Dramatizing the Dutch Revolt: romantic history and its sixteenth-century antecedents. In: Public opinion and changing identities in the early modern Netherlands: essays in honour of Alastair Duke. 2007, S. 11–31.
- Ernst Engelberg: Friedrich Schiller als Historiker. In: Joachim Streisand (Hrsg.): Die Deutsche Geschichtswissenschaft vom Beginn des 19. Jahrhunderts bis zur Reichseinigung von oben. Akademie-Verlag, Berlin 1963 (Studien über die Deutsche Geschichtswissenschaft; Bd. 1) (Schriften des Instituts für Geschichte. Reihe I, Allgemeine und deutsche Geschichte; Bd. 20).
- Richard Fester: Einleitung. In: (Hrsg.): Eduard von der Hellen (Hrsg.): Schillers historische Schriften, Schillers Sämtliche Werke. Säkular-Ausgabe in 16 Bänden. Stuttgart/Berlin 1904/05, Band 13, S. V ff sowie Anmerkungen zu Geschichte des Abfalls der vereinigten Niederlande von der spanischen Regierung, Band 14, S. 417 ff.
- Daniel Fulda: Schiller als Denker und Schreiber der Geschichte. In: Hans Feger (Hrsg.): Friedrich Schiller: die Realität des Idealisten. Winter, Heidelberg 2006, S. 121–150 (Beiträge zur neueren Literaturgeschichte, Folge 3, Bd. 235).
- Daniel Fulda: Wissenschaft aus Kunst – die Entstehung der modernen deutschen Geschichtsschreibung, 1760–1860. Berlin etc., 1996.
- Otto Güntter, Georg Witkowski (Hrsg.): Schillers sämtliche Werke: historisch-kritische Ausgabe in zwanzig Bänden, unter Mitw. von Karl Berger et al. Max Hesses Verlag, Leipzig 1910. Bd. XIV, S. 415 p. enthält: Schiller als Historiker. Geschichte des Abfalls der Vereinigten Niederlande.
- Karl-Heinz Hahn: Schillers Beitrag zur Theorie der Geschichtswissenschaft. In: Helmut Brandt (Hrsg.): Friedrich Schiller, Angebot und Diskurs: Zugänge, Dichtung, Zeitgenossenschaft. Friedrich-Schiller-Universität Jena, Sekt. Literatur- u.Kunstwiss. 1. Auflage. Aufbau-Verlag, Berlin etc. 1987, ISBN 3-351-00258-0, S. 78–91.
- Karl-Heinz Hahn: Schiller und die Geschichte. In: Hans Erich Bödeker et al. (Hrsg.): Aufklärung und Geschichte: Studien zur deutschen Geschichtswissenschaft im 18. Jahrhundert. Weimarer Beiträge, 16 (1970), H. 1, 39-69, S. 388–415, Vandenhoeck & Ruprecht, Göttingen 1986 (Veröffentlichungen des Max-Planck-Instituts für Geschichte, 81).
- Michael Hofmann, Jörn Rüsen, Mirjam Springer (Hrsg.): Schiller und die Geschichte. Fink cop., München etc. 2006.
- Wilhelm von Humboldt: Briefwechsel zwischen Schiller und Wilhelm v. Humboldt. Stuttgart 1830.
- Hans-W. Jäger: Geschichte des Abfalls der Vereinigten Niederlande von der Spanischen Regierung. In: Manfred Kluge, Rudolf Radler (Hrsg.): Hauptwerke der deutschen Literatur. Kindlers Literatur Lexikon, München 1974, S. 276 f.
- Stephan Jaeger: Die Beredsamkeit des Prinzen von Oranien oder Friedrich Schillers ästhetische Erfindung modernen Geschichtsdenkens. In: Britta Herrmann (Hrsg.): Ästhetische Erfindung der Moderne? Perspektiven und Modelle 1750–1850. Königshausen & Neumann, Würzburg 2003, ISBN 978-3-8260-2061-2 (Stiftung für Romantikforschung; 17).
- Stephan Jaeger: Schiller und die Quellen seiner Geschichtsschreibung. Eine Untersuchung zur Geschichte des Abfalls der vereinigten Niederlande von der spanischen Regierung. In: Jahrbuch der deutschen Schillergesellschaft. Internationales Organ für neuere deutsche Literatur, 52, 2008, S. 216–246.
- Johannes Janssen: Schiller als Historiker. 2., neu bearb. Auflage. Freiburg 1879.
- E.F. Koßmann: Schillers Geschichte der merkwürdigen Rebellionen und Abfall der vereinigten Niederlande. Studien zur Entstehungs- und Druckgeschichte. In: Euphorion, Jg. 6 (1899), S. 511–536.
- Ludwig Bellermann (Hrsg.): Schillers Werke.  Krit. durchges. und erl. Ausg. Bibliographisches Institut, Leipzig etc.1895–1897. 6: Erzählungen; Abfall der Niederlande. 7: Dreissigjähriger Krieg. 14: Kleinere historische Schriften. Den Kommentar bei den Historischen Schriften verfasste Theodor Kükelhaus.
- Matthias Luserke-Jaqui: „Dein Werk muss in Holland bekannt werden.“ Friedrich Schillers Geschichte des Abfalls der vereinigten Niederlande von der spanischen Regierung (1788). In: Jan Konst u. a. (Hrsg.): Niederländisch-Deutsche Kulturbeziehungen 1600–1830. V&R unipress, Göttingen 2009, S. 267–286.
- Golo Mann: Schiller als Historiker. In: Merkur, Jg. 13 (1959), S. 1120–1137.
  - Nachdruck unter dem Titel: Schiller als Geschichtsschreiber. In: Golo Mann: Geschichte und Geschichten. Fischer, Frankfurt am Main 1961, S. 63–84.
- John Karl Menzies: Schiller, historical truth, and the Netherlands: the genesis of Schiller’s concept of history. Univ. Microfilms International, Ann Arbor MI 1986. Univ. of California, Berkeley 1981.
- Eric Moesker: Schiller und die Niederlande. Vortrag gehalten am 10. Mai 2005 im Goethe-Institut Amsterdam zum 200. Todestag Friedrich Schillers (1759–1805). Goethe-Institut Niederlande, Amsterdam 2009.
- Christian Moser, Eric Moesker, Joachim Umlauf (Hrsg.): Friedrich Schiller und die Niederlande: historische, kulturelle und ästhetische Kontexte. Aisthesis, Bielefeld 2012, ISBN 978-3-89528-906-4. Die gesammelten Beiträge gehen auf ein Symposion zurück, das im Jahre 2009 zum 250. Geburtstag Schillers am Goethe-Institut Amsterdam veranstaltet wurde: „Schiller und die Niederlande“, 21. bis 21. November 2009.
- Julius Moll: Schiller als Historiker mit besonderer Berücksichtigung seiner Geschichte des Abfalls der Niederlande. Monasch, Krotoschin 1872.
- Thomas Prüfer: Die Bildung der Geschichte. Friedrich Schiller und die Anfänge der modernen Geschichtswissenschaft. Böhlau, Köln etc. 2002, ISBN 3-412-05802-5 (Beiträge zur Geschichtskultur; Bd. 24).
- Deric Regin: Freedom and dignity: the historical and philosophical thought of Schiller. Nijhoff, The Hague 1965.
- Ernst Schaumkell: Geschichte der deutschen Kulturgeschichtschreibung von der Mitte des 18. Jahrhunderts bis zur Romantik im Zusammenhang mit der allgemeinen geistigen Entwicklung dargestellt. Leipzig 1905, S. 179–209.
- Theodor Schieder: Schiller als Historiker. In: Derselbe: Begegnungen mit der Geschichte. Göttingen 1962, S. 56–79, hier S. 57 und Anm. 3.
- Georg Schmidt: Analogien bilden: Schillers Konzept der Universalgeschichte und seine „Geschichte des Abfalls der vereinigten Niederlande“. In: Stefan Ehrenpreis et al. (Hrsg.): Wege der Neuzeit: Festschrift für Heinz Schilling zum 65. Geburtstag. Duncker & Humblot, Berlin 2007, ISBN 978-3-428-12394-0.
- Günter Schmidt, Volker Wahl: Der Jenaer Schiller: Lebenswelt und Wirkungsgeschichte 1789–1959. Quartus, Bucha bei Jena 2005, ISBN 3-936455-22-8 (Palmbaum-Texte. Kulturgeschichte; Bd. 19).
- Heinrich Sproemberg: Schiller und der Aufstand der Niederlande. In: Derselbe: Beiträge zur Belgisch-Niederländischen Geschichte. Akademie-Verlag, Berlin 1959 (Forschungen zur mittelalterlichen Geschichte; Bd. 3) S. 326–345.
- Johannes Süßmann: Geschichtsschreibung oder Roman? zur Konstitutionslogik von Geschichtserzählungen zwischen Schiller und Ranke (1780–1824) Steiner, Stuttgart 2000, ISBN 3-515-07589-5 (Frankfurter historische Abhandlungen; Bd. 41) Berlin 1998.
- Karl Tomaschek: Schiller in seinem Verhältnisse zur Wissenschaft. Karl Gerold’s Sohn, Wien 1862.
- Carl Twesten: Schiller in seinem Verhältnis zur Wissenschaft. Berlin 1863.
- Friedrich Ueberweg: Schiller als Historiker und Philosoph; mit einer biographischen Skizze Ueberwegs von Fr. A. Lange; hrsg. von Moritz Brasch. Reissner, Leipzig 1884.
- Gert Ueding: Redende Geschichte. Der Historiker Friedrich Schiller. In: Friedrich Strack (Hrsg.): Evolution des Geistes: Jena um 1800: Natur und Kunst, Philosophie und Wissenschaft im Spannungsfeld der Geschichte. Klett-Cotta, Stuttgart 1994, ISBN 3-608-91678-4 (Deutscher Idealismus; Bd. 17).
- Volker Wahl, Erhard Lange, Heinz Penzlin: Schiller unser Kollege: Reden zur 200. Wiederkehr des Eintritts Friedrich Schillers in den Lehrkörper der Universität Jena. 26. Mai 1989. Friedrich-Schiller-Universität Jena, Jena 1990.
- Wolfgang Wittkowski (Hrsg.): Friedrich Schiller: Kunst, Humanität und Politik in der späten Aufklärung: ein Symposium. Niemeyer, Tübingen 1982, ISBN 3-484-10440-6. überarb. Referate und Diskussionen des Schiller-Symposiums das vom 30. Oktober bis 1. November 1980 in Albany stattfand.